# 塞勒尼·伊万
塞勒尼·伊万（匈牙利語：Szelényi Iván，1938年4月17日—），匈牙利和美国社会学家，纽约大学阿布扎比分校社会科学系主任，毕业于布达佩斯的马克思经济大学，曾前往美国交流，曾在匈牙利科学院担任研究员，1974年因书籍中包含对共产党政权的批评被捕，后驱逐出境并被剥夺匈牙利公民权。2007年参与耶鲁大学开放课程，讲授社会学近代社会理论的基础。